# Мутность атмосферы
Му́тность атмосфе́ры — пониженная прозрачность воздуха атмосферы Земли, связанная с рассеянием света на взвешенных в воздухе частицах. Мутность связана с присутствием атмосферного аэрозоля (дыма, минеральных или пылевых частиц), водяной дымки, смога, облаков и туманов, гидрометеоров.
Мутность атмосферы ухудшает видимость, сокращает количество солнечного света, приводит к изменениям радиационного баланса. Мутность атмосферы с количественной стороны характеризуется либо — подобно другим мутным средам — оптической толщиной слоя воздуха, либо фактором мутности, выражающим разницу в прозрачности между мутной и идеальной атмосферами..